# Grazac (Haute-Loire)
Grazac é uma comuna francesa na região administrativa de Auvérnia-Ródano-Alpes, no departamento de Alto Loire. Estende-se por uma área de 21,62 km². Em 2010 a comuna tinha 1 100 habitantes (densidade: 50,9 hab./km²).